# هیو مونتاگ ترنچارد
هیو مونتاگ ترنچارد (انگلیسی: Hugh Trenchard; ۳ فوریهٔ ۱۸۷۳ – ۱۰ فوریهٔ ۱۹۵۶) فرد نظامی اهل بریتانیا بود. او به‌عنوان نخستین رئیس ستاد هوایی بریتانیا فعالیت می‌کرد.
وی برندهٔ جوایزی همچون نشان مریت، نشان گنجینه مقدس، لژیون دونور (فرمانده)، نشان لئوپولد، نشان سلطنتی ویکتوریایی، نشان خدمات برجسته (ارتش آمریکا)، و نشان حمام شده‌است.